# Napeogenes eunomia
Napeogenes eunomia är en fjärilsart som beskrevs av Frederick DuCane Godman 1899. Napeogenes eunomia ingår i släktet Napeogenes och familjen praktfjärilar. Inga underarter finns listade i Catalogue of Life.